# Kottmannshausen
Kottmannshausen ist ein Weiler in Radevormwald im Oberbergischen Kreis im nordrhein-westfälischen Regierungsbezirk Köln in Deutschland.

## Lage und Beschreibung
Drei Wohnhäuser und ein Bauernhof im Tal des Beverbaches, südöstlich von Radevormwald unmittelbar an der Stadtgrenze zu Wipperfürth gelegen, bilden die Ortschaft Kottmannshausen. Nachbarorte sind Buschsiepen, Untergraben und Ahlhausen. Der Ort ist auf Radevormwalder Stadtgebiet über die Bundesstraße 229 zu erreichen. Ab der Ortschaft Eich führt eine Straße über Hahnenberg, Weyer und Buschsiepen nach Kottmannshausen.
Im Ortsbereich von Kottmannshausen münden der Kottmannssiepen, der Vogelsangsiepen und der Ahlhausener Siepen in die Bever.

## Geschichte
1514 wurde der Ort erstmals urkundlich erwähnt. „Kottemanßhuß“ ist in Kirchenrechnungen der reformierten Gemeinde in Radevormwald jener Zeit aufgelistet.
Nachgewiesen ist im Osten des Ortes eine von Wuppertal-Elberfeld bis nach Marienheide-Krommenohl verlaufende Landwehrlinie. Diese Bergische Landwehr sicherte das Bergische Territorium vor Einfällen aus dem Märkischen. Der Heimatforscher Gerd Helbeck datiert die Entstehung dieser Landwehr auf das frühe 14. Jahrhundert.
Im Zusammenhang mit der Erhebung von Landzöllen taucht in einer amtlichen Aufstellung aus dem Jahre 1804 Kottmannshausen als eine von 125 Zollstellen auf. Allerdings wird diese Station darin schon als „abkömmlich“ bezeichnet.
Frühmittelalterlichen Ursprungs ist der Feldweg von Obergraben nach Kottmannshausen und dessen Verlängerung, die Straße weiter in Richtung Ahlhausen. Sie gehörte zu einem von Hohenplanken über Obergraben und Kottmannshausen bis nach Hückeswagen führenden Weg.
Aus der „Vergleichende Übersicht über die Veranlagung der Mühlen in den Jahren 1872 und 1873“ der Stadt Radevormwald geht hervor, dass eine Wassermühle zum Mahlen von Getreide in Kottmannshausen betrieben wurde. Der damalige Müller hatte demnach 8 Taler Gewerbesteuer für das Jahr 1872 zu entrichten. Eine Hypothekenurkunde aus dem Jahre 1862 beschreibt die Mühle als Frucht-, Mahl- und Stampfmühle.
1920 richtete man im Kellergeschoss des Wohnhauses eine Backstube mit Backofen ein. 1925 wurde die Backstube erweitert und der vorhandene Ofen durch einen Dampfbackofen der Firma Sebastian Wenz aus Würzburg ersetzt. Während die Bäckerei bereits 1940 ihren Betrieb wieder einstellen musste, mahlte man bis zum Bruch der hölzernen Nabe des Wasserrades im Jahre 1942 noch mit Wasserkraft. Danach trieb man die Mühle mit einem Elektromotor an. 1950 wurde der Mühlenbetrieb eingestellt.
Die Historie der Einzelgehöfte des Ortes ist nicht durchgängig belegbar. Durch vorliegende alte Urkunden ist aber die landwirtschaftliche Nutzung von Flächen und Gebäuden nachgewiesen. So ist in einem im Jahr 1774 angefertigten Messzettel des Hofes von „Petter Hackenberg“ in Wipperfürth-Hohenbüchen die Rede von einem zu diesem Hofe gehöriges Stück Wald bei Kottmannshausen.
Für das Jahr 1800 wird der Bauernfamilie Zimmermann in Kottmannshausen in einer Urkunde zur Erbhöferolle aus dem Jahre 1942 beziehungsweise 1943 vom Anerbengericht bescheinigt, dass das darin beschriebene Bauerngut seit diesem Jahre urkundlich nachgewiesen im Besitz besagter Familie ist.
Aus dem Jahre 1842 ist eine notarielle Urkunde eines weiteren Hofes im Ort erhalten, in der der Übertrag des in Kottmannshausen gelegenen Hofes von einem „Ackersmann“ und dessen Frau auf deren Sohn geregelt wird. Der Notar führt genau auf, welche Ausstattung an Flächen, Gebäuden, Ackergerätschaften, sowie lebendem und totem Inventar der Hof aufweist. Demnach verfügte besagter Hof über eine Fläche von circa 46 Morgen, ein Wohnhaus, eine Scheune, ein Bienen- und ein Backhaus, sowie vier Milchkühe.
In Kottmannshausen gab es im 20. Jahrhundert noch drei Bauernhöfe. Bis in die sechziger Jahre hinein waren sie Vollerwerbsbetriebe mit 10 bis 20 Hektar bewirtschafteter Fläche, sie erzielten Erträge hauptsächlich durch die Haltung von Milchvieh, Schweinen, Hühnern und in geringem Umfang durch Ackerbau mit Getreide und Kartoffeln.

## Sehenswürdigkeiten
Im Tal des Kottmannssiepens sind Reste von Wall und Graben einer Landwehr aus dem Mittelalter erhalten geblieben.
Huserland heißt eine Gartenbahnanlage in Privatbesitz. Sie wurde 1997 in Betrieb genommen. Die Gleisanlagen umfassen eine Länge von 1.100 m. Sie verwendet Schienen in der Spurweite 5 Zoll bzw. 127 mm. An mehreren Tagen im Jahr gibt es Dampftage.

## Wanderwege
Durch Kottmannshausen führt ein mit dem Wanderzeichen A2 gekennzeichneter Rundweg. Der etwa 5 km lange Weg wird vom Sauerländischen Gebirgsverein ausgeschildert und hat seinen Ausgangs- und Zielpunkt am Wanderparkplatz des in zwei Kilometern Entfernung liegenden Dorfes Wipperfürth-Egen.

## Busverbindungen
Im Ort ist lediglich eine Bushaltestelle für Schulbusse vorhanden. Aus Richtung Wipperfürth kann die 600 Meter entfernte Haltestelle Ahlhausen der Linie 337 (VRS/OVAG) benutzt werden.
Um von Halver beziehungsweise Radevormwald nach Kottmannshausen zu gelangen, bietet sich die in etwa 3 km Entfernung gelegene Haltestelle Eich 134 (VRL) an.